# Sergey Voytsexovich
Sergey Voytsexovich (Сергей Войцехович, Siergiej Wojcechowicz), (ur. 26 września 1982) – uzbecki pływak, uczestnik igrzysk olimpijskich w Sydney.

## Występy na igrzyskach olimpijskich
Sergey Voytsexovich jako 17. latek wystąpił na Letnich Igrzyskach Olimijskich w Sydney startując na dystansie 200 m w stylu klasycznym. W wyścigu eliminacyjnym uzyskał czas 2:30,23 zajmując 5. miejsce i ogólnie 46. Tym samym odpadł w eliminacjach.